# Я люблю тільки тебе (фільм)
«Я люблю тільки тебе» (фр. Je n'aime que toi) — французький кінофильм з Луї де Фюнесом 1949 року.

## Сюжет
Ірен одружена з Ренальдо Кортезом, популярним співаком, улюбленцем жінок. Вітряний і ревнивий Ренальдо доручає своєму другу Артуру Бідуа слідкувати за Ірен під час його відсутності, що той і робить, і при цьому дізнається, що вона має коханця на ім'я Жерар. Але вірному другу Артуру вдається помирити сімейну пару.

## У ролях
- Луіс Маріано — Дон Ренальдо Кортес, співак, чоловік Ірени
- Мартін Кароль — Ірен, дружина Дона Ренальдо
- Андре Ле Галл — Жерар
- Робер Дері — Артур Бідуа, людина, що слідкує за Ірен
- Раймон Бюссіер — Ернест, камердинер дона Ренальдо
- Анетта Пуавр — Джулія, служниця дона Ренальдо
- Едмонд Ардіссон — водій
- Луї де Фюнес — піаніст в оркестрі